# Stevan Mokranjac
Stevan Mokranjac (serbi: Стеван Мокрањац)  (Negotin, 9 de gener de 1856 - Skopje, 28 de setembre de 1914), nom complet amb patronímic, Stevan Stojanović Mokranjac, alfabet ciríl·lic serbi Стеван Стојановић Мокрањац, fou un compositor serbi, pedagog musical i un dels principals representants de la cultura sèrbia durant el període de transició del segle xix al segle xx.

## Biografia
Va néixer a Negotin, una ciutat a l'est de Sèrbia. Els seus avantpassats van emigrar de Macedònia a Mokranje, un poble a prop de Negotin. Va ser estudiant a l'Escola Gran a Belgrad, la secció matemàtica i també un membre de la societat coral sèrbia. L'any 1879 va anar a Múnic a estudiar, però els seus estudis de música va continuar a Roma i després al Conservatori de Leipzig. L'any 1884 es va convertir en director d'un cor sota el nom Kornelije Stanković. Junts amb Stanislav Binički i Cvetko Manojlović va fundar la primera escola de música a Belgrad el 1899. Mokranjac compongué Rukoveti, una sèrie de quinze cançons amb elements folklòrics de Sèrbia, Bòsnia, Bulgària i Macedònia; Liturgija Svetog Jovana Zlatoustog (en català «La litúrgia de Sant Joan Crisòstom») de temàtica sacra, la part més coneguda de la litúrgia és Heruvimska pesma (en català «l'himne dels querubins»); i moltes composicions corals.